# Тракийски кеклик
Тракийският кеклик (Alectoris chukar) е птица от семейство Фазанови. Среща се и в България.

## Физически характеристики
Има слабо изразен полов диморфизъм. Мъжките са сиво-кафяви отгоре, а отдолу тялото е белезникаво с тъмни напречни препаски по слабините. Гърдите са сиви, под брадичката и по гърба са кремави, оградени с черна огърлица от перца. Перата на ушите са ръждиво – кафяви на цвят. Женските са малко по-дребни, с по-еднообразно оперение на главата. Мъжките, за разлика от женските, имат шпора на стъпалото. 

## Разпространение
Тракийският кеклик е разпространен от о-в Крит и югоизточна България на изток до Китай. На север достига до планината Алтай, а на юг до Афганистан и Пакистан. Обитава сухи, каменисти терени и скални сипеи с ниска тревиста растителност. В България се среща от Югоизточна България до Източните Родопи, а на север – до южните склонове на Средна гора.

## Подвидове
- A. c. chukar
- A. c. cypriotes
- A. c. dzungarica
- A. c. falki
- A. c. kleini
- A. c. koroviakovi
- A. c. kurdestanica
- A. c. pallescens
- A. c. pallida
- A. c. potanini
- A. c. pubescens
- A. c. sinaica
- A. c. subpallida
- A. c. werae

## Начин на живот и хранене
Храни се главно със семена на треви и плевели на селскостопански култури, със зелени части различни треви, с плодове на храстови и дървесни видове, с насекоми и мекотели.

## Размножаване
Гнездовият период е през април-май. Женската снася 7 – 19 яйца, най-често 14 – 17. Мъти 25 дни. Гнездото е добре прикрито в близост до някой храст, в окрайнината на гората или на селкостопанските блокове. Тракийски кеклик може да се отглежда и в клетка в домашни условия. При добри грижи продължителността на живота достига 20 години.

## Допълнителни сведения
Тракийския кеклик може да пие вода, но не и да се къпе.